# Bryan Clay
Bryan Ezra Tsumoru Clay (* 3. Januar 1980 in Austin, Texas) ist ein ehemaliger US-amerikanischer Zehnkämpfer.
Mit fünf Jahren zog Clay von Texas nach Hawaii. Er besuchte die James B. Castle Highschool und danach das Azusa Pacific College. Erste Erfolge feierte Clay 1999, als er bei den US-amerikanischen Juniorenmeisterschaften und den Panamerikanischen Juniorenspielen jeweils den Titel gewann. 2001 in Edmonton und 2003 in Paris/Saint-Denis nahm Clay an den Weltmeisterschaften teil, beendete die Wettkämpfe aber nicht.
Bei den Olympischen Spielen 2004 in Athen gewann er hinter dem Tschechen Roman Šebrle die Silbermedaille und stellte mit 8820 Punkten eine persönliche Bestleistung auf. Im Jahr darauf holte er sich den Titel bei den Weltmeisterschaften 2005 in Helsinki und ließ mit 8732 Punkten Šebrle um mehr als 200 Punkte hinter sich. Clay gewann bei den Hallenweltmeisterschaften 2004 in Budapest und 2006 in Moskau jeweils Silber im Siebenkampf. 2004 gewann Šebrle und 2006 gewann André Niklaus.
2006 gewann Clay das Mösle Mehrkampf-Meeting in Götzis. Bei den Weltmeisterschaften 2007 in Osaka musste er den Wettkampf nach vier Disziplinen verletzungsbedingt aufgeben. 2008 gewann Clay im Zehnkampf bei den Olympischen Spielen in Peking Gold.
Clay ist 1,80 m groß und wiegt 84 kg. Er ist ein relativ ausgeglichener Mehrkämpfer in den ersten neun Disziplinen, fällt aber im 1500-Meter-Lauf gegenüber den meisten anderen Zehnkämpfern deutlich ab. Im Diskuswurf hält Clay mit 55,87 m (2005 in Carson) einen Weltrekord für Zehnkämpfer in Wettkämpfen über 7000 Punkten.